# Semen Novikov
Semen Novikov (en ucraniano: Семен Новиков; Járkov, 11 de diciembre de 1997) es un deportista ucraniano que compite en lucha grecorromana (desde 2023 representa a Bulgaria).
Participó en los Juegos Olímpicos de París 2024, obteniendo una medalla de oro en la categoría de 50 kg.
Ganó una medalla de bronce en el Campeonato Mundial de Lucha de 2023 y tres medallas en el Campeonato Europeo de Lucha entre los años 2020 y 2025.

## Palmarés internacional
| Representando a Ucrania  |                         |                   |           |
| Campeonato Europeo       |                         |                   |           |
| Año                      | Lugar                   | Medalla           | Categoría |
| 2020                     | Roma (Italia)           | Medalla de oro    | 87 kg     |
| Representando a Bulgaria |                         |                   |           |
| Juegos Olímpicos         |                         |                   |           |
| Año                      | Lugar                   | Medalla           | Categoría |
| 2024                     | París (Francia)         | Medalla de oro    | 50 kg     |
| Campeonato Mundial       |                         |                   |           |
| Año                      | Lugar                   | Medalla           | Categoría |
| 2023                     | Belgrado (Serbia)       | Medalla de bronce | 87 kg     |
| Campeonato Europeo       |                         |                   |           |
| Año                      | Lugar                   | Medalla           | Categoría |
| 2023                     | Zagreb (Croacia)        | Medalla de bronce | 87 kg     |
| 2025                     | Bratislava (Eslovaquia) | Medalla de plata  | 87 kg     |